# Tham chiếu hoạt động chuỗi cung ứng
Mô hình tham chiếu hoạt động chuỗi cung ứng (SCOR) là mô hình tham chiếu quy trình được Hội đồng chuỗi cung ứng phát triển và xác nhận là công cụ chẩn đoán tiêu chuẩn, công nghiệp chéo để quản lý chuỗi cung ứng. Mô hình SCOR mô tả các hoạt động kinh doanh liên quan đến việc đáp ứng nhu cầu của khách hàng, bao gồm kế hoạch, nguồn, thực hiện, giao hàng, trả lại và cho phép. Việc sử dụng mô hình bao gồm phân tích trạng thái hiện tại của các quy trình và mục tiêu của công ty, định lượng hiệu suất hoạt động và so sánh hiệu suất của công ty với dữ liệu điểm chuẩn. SCOR đã phát triển một bộ số liệu về hiệu suất chuỗi cung ứng và các thành viên Hội đồng chuỗi cung ứng đã thành lập các nhóm ngành để thu thập thông tin thực tiễn tốt nhất mà các công ty có thể sử dụng để nâng cao mô hình chuỗi cung ứng của họ.
Mô hình tham chiếu này cho phép người dùng giải quyết, cải thiện và truyền đạt các thông lệ quản lý chuỗi cung ứng trong và giữa tất cả các bên quan tâm trong doanh nghiệp mở rộng.
SCOR được phát triển vào năm 1996  bởi công ty tư vấn quản lý PRTM, hiện là một phần của PricewaterhouseCoopers LLP (PwC) và AMR Research, hiện là một phần của Gartner và được Hội đồng chuỗi cung ứng (SCC) chứng thực APICS, như chiến lược tiêu chuẩn thực tế xuyên ngành, quản lý hiệu suất và công cụ chẩn đoán cải tiến quy trình để quản lý chuỗi cung ứng.

## Trụ cột
Mô hình dựa trên 4 "trụ cột" chính:
- Mô hình hóa quy trình và tái thiết kế
- Đo lường hiệu suất
- Thực hành tốt nhất
- Kỹ năng

### Trụ cột mô hình quá trình
Bằng cách mô tả chuỗi cung ứng bằng cách sử dụng các khối xây dựng mô hình hóa quy trình, mô hình có thể được sử dụng để mô tả chuỗi cung ứng rất đơn giản hoặc rất phức tạp bằng cách sử dụng một bộ định nghĩa chung. Kết quả là, các ngành công nghiệp khác nhau có thể được liên kết để mô tả độ sâu và rộng của hầu như bất kỳ chuỗi cung ứng nào.
SCOR dựa trên sáu quy trình quản lý riêng biệt: Lập kế hoạch, Nguồn, Thực hiện, Phân phối, Trả lại và Bật.
- Kế hoạch - Các quy trình cân bằng tổng cung và cầu để phát triển một quá trình hành động đáp ứng tốt nhất các yêu cầu tìm nguồn cung ứng, sản xuất và giao hàng.
- Nguồn - Các quy trình mua sắm hàng hóa và dịch vụ để đáp ứng nhu cầu theo kế hoạch hoặc thực tế.
- Thực hiện - Các quy trình chuyển đổi sản phẩm sang trạng thái hoàn thành để đáp ứng nhu cầu thực tế hoặc theo kế hoạch.
- Cung cấp - Các quy trình cung cấp hàng hóa và dịch vụ thành phẩm để đáp ứng nhu cầu theo kế hoạch hoặc thực tế, thường bao gồm quản lý đơn hàng, quản lý vận chuyển và quản lý phân phối.
- Trả lại - Các quy trình liên quan đến việc trả lại hoặc nhận sản phẩm trả lại vì bất kỳ lý do nào. Các quy trình này mở rộng vào hỗ trợ khách hàng sau giao hàng.
- Cho phép - Các quy trình được liên kết với việc quản lý chuỗi cung ứng. Các quy trình này bao gồm quản lý: quy tắc kinh doanh, hiệu suất, dữ liệu, tài nguyên, cơ sở vật chất, hợp đồng, quản lý mạng lưới cung ứng, quản lý tuân thủ quy định và quản lý rủi ro. Quá trình này được thực hiện trong Phiên bản 11 (tháng 12 năm 2012).

Với tất cả các mô hình tham chiếu, có một phạm vi cụ thể mà mô hình xử lý. SCOR không khác và mô hình tập trung vào các yếu tố sau:
- Tất cả các tương tác của khách hàng, từ nhập đơn hàng thông qua hóa đơn thanh toán.
- Tất cả các giao dịch sản phẩm (vật chất và dịch vụ), từ nhà cung cấp của nhà cung cấp đến khách hàng của bạn, bao gồm thiết bị, vật tư, phụ tùng, sản phẩm số lượng lớn, phần mềm, v.v.
- Tất cả các tương tác thị trường, từ sự hiểu biết về tổng cầu cho đến việc thực hiện từng đơn hàng.

SCOR không cố gắng mô tả mọi quy trình hoặc hoạt động kinh doanh. Mối quan hệ giữa các quy trình này có thể được thực hiện với SCOR và một số đã được ghi nhận trong mô hình. Các giả định quan trọng khác được SCOR giải quyết bao gồm: đào tạo, chất lượng, công nghệ thông tin và quản trị (không phải quản lý chuỗi cung ứng). Các khu vực này không được giải quyết rõ ràng trong mô hình mà được coi là một quá trình hỗ trợ cơ bản trong toàn mô hình.
SCOR cung cấp ba cấp độ của chi tiết quá trình. Mỗi cấp độ chi tiết hỗ trợ một công ty xác định phạm vi (Cấp độ 1), cấu hình hoặc loại chuỗi cung ứng (Cấp độ 2), chi tiết yếu tố xử lý, bao gồm các thuộc tính hiệu suất (Cấp độ 3). Dưới mức 3, các công ty phân tách các yếu tố quy trình và bắt đầu thực hiện các thực hành quản lý chuỗi cung ứng cụ thể. Chính ở giai đoạn này, các công ty xác định thực tiễn để đạt được lợi thế cạnh tranh và thích nghi với việc thay đổi điều kiện kinh doanh.
SCOR là một mô hình tham chiếu quy trình được thiết kế để giao tiếp hiệu quả giữa các đối tác trong chuỗi cung ứng. Là một tiêu chuẩn công nghiệp, nó cũng tạo điều kiện cho sự hợp tác giữa chuỗi cung ứng và nội bộ, tích hợp quy trình theo chiều ngang, bằng cách giải thích các mối quan hệ giữa các quy trình (ví dụ, Nguồn-Kế hoạch, Lập kế hoạch, v.v.). Nó cũng có thể được sử dụng làm đầu vào dữ liệu để hoàn thành phân tích các lựa chọn thay thế cấu hình (ví dụ: Cấp độ 2), chẳng hạn như: Make-to-Stock hoặc Make-To-Order. SCOR được sử dụng để mô tả, đo lường và đánh giá chuỗi cung ứng để hỗ trợ lập kế hoạch chiến lược và cải tiến liên tục. 

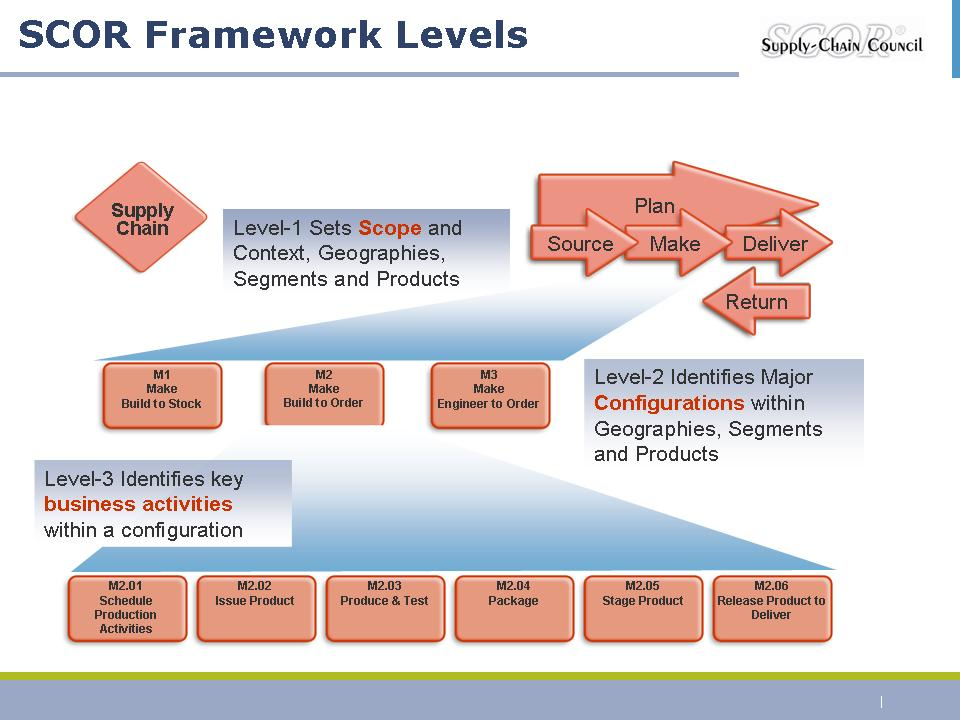
Khung quy trình SCOR

Trong ví dụ được cung cấp bởi hình ảnh, Cấp 1 liên quan đến quá trình Tạo. Điều này có nghĩa là trọng tâm của phân tích sẽ tập trung vào các quy trình liên quan đến các hoạt động giá trị gia tăng mà mô hình phân loại là các quy trình Tạo.
Cấp độ 2 bao gồm 3 quy trình con là "con" của Tạo "cha mẹ". Những đứa trẻ này có một thẻ đặc biệt - một chữ cái (M) và một số (1, 2 hoặc 3). Đây là cú pháp của mô hình SCOR. Bức thư đại diện cho ban đầu của quá trình. Các số xác định "kịch bản" hoặc "cấu hình".
M1 tương đương với kịch bản "Make build to stock". Sản phẩm hoặc dịch vụ được sản xuất theo dự báo. M2 bằng với cấu hình "Tạo bản dựng để đặt hàng". Sản phẩm hoặc dịch vụ được sản xuất theo đơn đặt hàng thực sự của khách hàng một cách kịp thời. M3 là viết tắt của cấu hình "Làm kỹ sư để đặt hàng". Trong trường hợp này, một bản thiết kế của sản phẩm cuối cùng là cần thiết trước khi có thể thực hiện bất kỳ hoạt động nào.
Các quy trình cấp 3, còn được gọi là các hoạt động kinh doanh trong một cấu hình, thể hiện các quy trình chi tiết thực tiễn tốt nhất thuộc về từng "cha mẹ" cấp 2.
Ví dụ cho thấy sự cố của quy trình Cấp 2 "Tạo bản dựng để đặt hàng" thành các thành phần Cấp 3 được xác định từ M2.01 đến M2.06. Một lần nữa, đây là cú pháp SCOR: letter-number-dot-serial number.
Mô hình gợi ý rằng để thực hiện quy trình "Thực hiện xây dựng theo đơn đặt hàng", có 6 nhiệm vụ chi tiết hơn thường được thực hiện. Mô hình này không được quy định, theo nghĩa là không bắt buộc rằng tất cả sáu quy trình sẽ được thực hiện. Nó chỉ đại diện cho những gì thường xảy ra trong phần lớn các tổ chức thành lập cơ sở thành viên của Hội đồng chuỗi cung ứng.
Các quy trình Cấp 3 đạt đến một mức độ chi tiết không thể vượt quá các ranh giới được xác định bởi ngành - tính chất bất khả tri và tiêu chuẩn công nghiệp của mô hình SCOR. Do đó, tất cả các nhóm hoạt động và quy trình xây dựng - ví dụ - quy trình "Sản xuất & thử nghiệm" M2.03 sẽ dành riêng cho công ty và do đó nằm ngoài phạm vi của mô hình.

### Các trụ cột đo hiệu suất
Mô hình SCOR chứa hơn 150 chỉ số chính đo lường hiệu suất của hoạt động chuỗi cung ứng. Các số liệu hiệu suất này xuất phát từ kinh nghiệm và đóng góp của các thành viên Hội đồng. Cũng như hệ thống mô hình hóa quy trình, các số liệu SCOR được tổ chức theo cấu trúc phân cấp.
- Các số liệu cấp 1 ở mức tổng hợp nhất và thường được sử dụng bởi các nhà ra quyết định hàng đầu để đo lường hiệu suất của chuỗi cung ứng tổng thể của công ty.
- Số liệu cấp 2 là các biện pháp chính, cấp cao có thể vượt qua nhiều quy trình SCOR.
- Số liệu cấp 3 không nhất thiết phải liên quan đến quy trình SCOR Cấp 1 (KẾ HOẠCH, NGUỒN, LÀM, GIAO HÀNG, TRẢ LẠI, CÓ THỂ).

Các số liệu được sử dụng kết hợp với các thuộc tính hiệu suất. Các thuộc tính hiệu suất là các đặc điểm của chuỗi cung ứng cho phép phân tích và đánh giá nó so với các chuỗi cung ứng khác với các chiến lược cạnh tranh. Giống như bạn mô tả một đối tượng vật lý như một miếng gỗ bằng các đặc điểm tiêu chuẩn (ví dụ: chiều cao, chiều rộng, chiều sâu), chuỗi cung ứng đòi hỏi phải mô tả các đặc điểm tiêu chuẩn. Nếu không có những đặc điểm này, sẽ rất khó để so sánh một tổ chức chọn làm nhà cung cấp chi phí thấp so với một tổ chức chọn cạnh tranh về độ tin cậy và hiệu suất.
Một trong những khía cạnh quan trọng cần được xem xét là việc đo lường hiệu suất và do đó việc chấm điểm được thực hiện ở cấp chuỗi cung ứng chứ không phải ở cấp độ tổ chức. Chuỗi cung ứng được xác định với một tổ chức dựa trên khách hàng và sản phẩm. Một tổ chức cung cấp nhiều sản phẩm sẽ có nhiều chuỗi cung ứng. Trong thực tế, chuỗi cung ứng để cung cấp nguyên liệu và sau đó trả lại nguyên liệu từ khách hàng cũng sẽ khác nhau. 

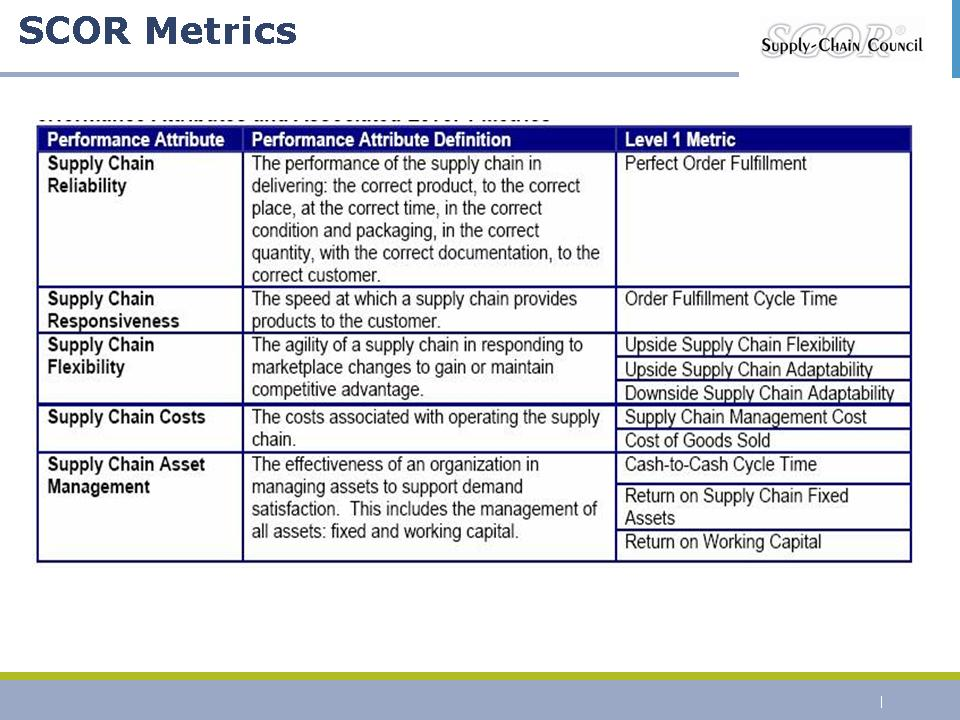
Thuộc tính hiệu suất SCOR và số liệu cấp 1

Sau đó, chuỗi cung ứng cần được cải thiện được xác định, điều này có thể dựa trên nhiều tham số có lợi nhuận cao nhất, thua lỗ. Khi chuỗi cung ứng được xác định thì chỉ có phép đo hiệu suất và đánh dấu băng ghế được thực hiện. Xin lưu ý SCOR có thể không có dữ liệu đánh dấu băng ghế cho tất cả các loại chuỗi cung ứng, do đó, người ta cần kiểm tra với họ tức là SCOR hiện không có dữ liệu cho "chuỗi cung ứng phục vụ" trong ngành Hàng không. Vấn đề ở đây là SCOR là để cải thiện chuỗi cung ứng trong một tổ chức và tiền đề là nếu một chuỗi cung ứng duy nhất được cải thiện, nó có tác động gợn lên toàn bộ tổ chức.
Liên kết với các thuộc tính hiệu suất là các số liệu cấp 1. Các số liệu cấp 1 này là các tính toán theo đó một tổ chức thực hiện có thể đo lường mức độ thành công của họ trong việc đạt được vị trí mong muốn trong không gian thị trường cạnh tranh.
Các số liệu trong Mô hình là phân cấp, giống như các yếu tố quy trình được phân cấp. Số liệu cấp 1 được tạo từ các tính toán cấp thấp hơn. (Số liệu cấp 1 là các biện pháp chính, cấp cao có thể vượt qua nhiều quy trình SCOR. Số liệu cấp 1 không nhất thiết phải liên quan đến quy trình SCOR Cấp 1 (KẾ HOẠCH, NGUỒN, LÀM, GIAO HÀNG, TRẢ LẠI, CÓ THỂ). Tính toán cấp thấp hơn (số liệu cấp 2) thường được liên kết với một tập hợp con các quy trình hẹp hơn. Ví dụ: Hiệu suất phân phối được tính bằng tổng số sản phẩm được giao đúng thời hạn và đầy đủ dựa trên ngày cam kết.

### Các trụ cột thực hành tốt nhất
Khi hiệu suất của các hoạt động chuỗi cung ứng đã được đo lường và các khoảng trống hiệu suất được xác định, điều quan trọng là xác định những hoạt động nào nên được thực hiện để đóng những khoảng trống đó. Hơn 430 thực tiễn có thể thực hiện được từ kinh nghiệm của các thành viên SCC có sẵn.
Mô hình SCOR định nghĩa một thực tiễn tốt nhất là một phương pháp hiện tại, có cấu trúc, đã được chứng minh và có thể lặp lại để tạo ra tác động tích cực đến kết quả hoạt động mong muốn.
- Hiện tại - Không được nổi lên (chảy máu cạnh) và không được cổ xưa
- Có cấu trúc - Đã nêu rõ Mục tiêu, Phạm vi, Quy trình và Quy trình
- Đã được chứng minh - Thành công đã được chứng minh trong môi trường làm việc.
- Lặp lại - Việc thực hành đã được chứng minh trong nhiều môi trường.
- Phương pháp - Được sử dụng theo nghĩa rất rộng để chỉ ra: quy trình kinh doanh, thực tiễn, chiến lược tổ chức, cho phép công nghệ, quan hệ kinh doanh, mô hình kinh doanh, cũng như quản lý thông tin hoặc kiến thức.

Tác động tích cực đến kết quả hoạt động mong muốn
Thực tiễn cho thấy cải tiến hoạt động liên quan đến mục tiêu đã nêu và có thể được liên kết với (các) Số liệu chính. Tác động sẽ thể hiện hoặc là tăng (tăng tốc độ, doanh thu, chất lượng) hoặc giảm (sử dụng tài nguyên, chi phí, mất mát, lợi nhuận, v.v.).

## Một ví dụ về cách sử dụng SCOR

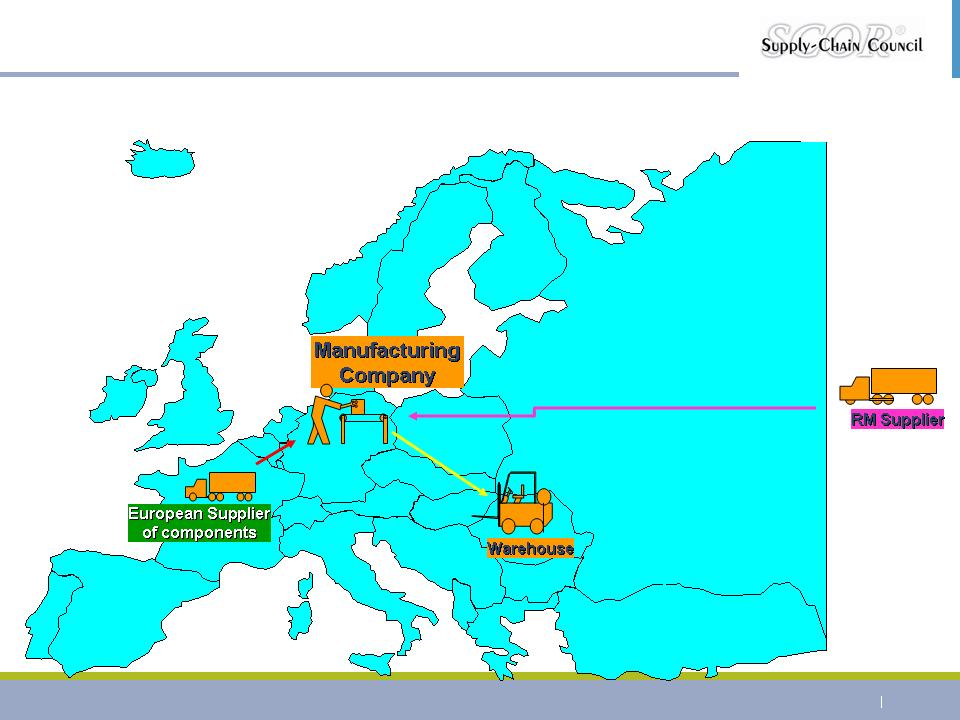
Ví dụ về chuỗi cung ứng

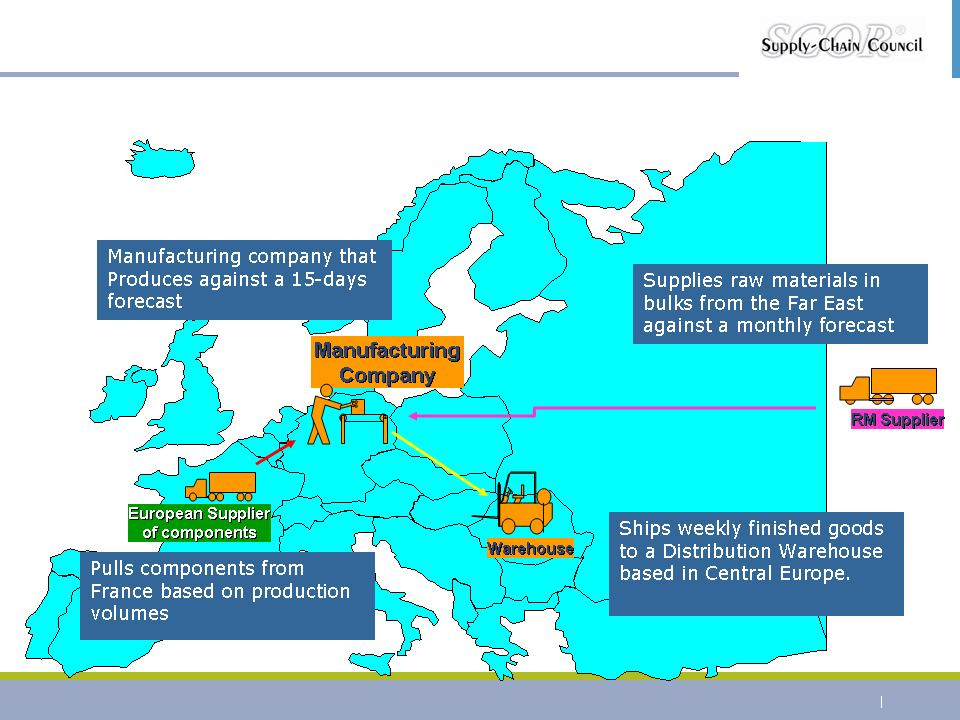
Một số mô tả bổ sung cho chuỗi cung ứng

SCOR cải thiện điều này bằng cách cung cấp một giải pháp "tiêu chuẩn". Bước đầu tiên là khôi phục các mô tả quy trình Cấp 1 và Cấp 2. 

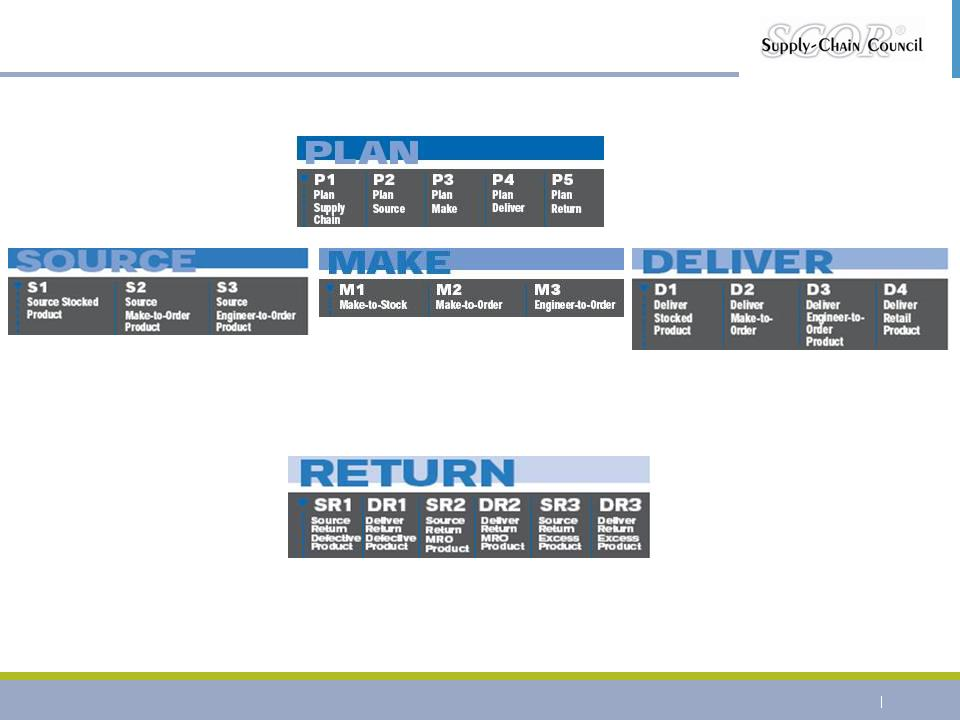
Chú thích từ SCOR 8.0

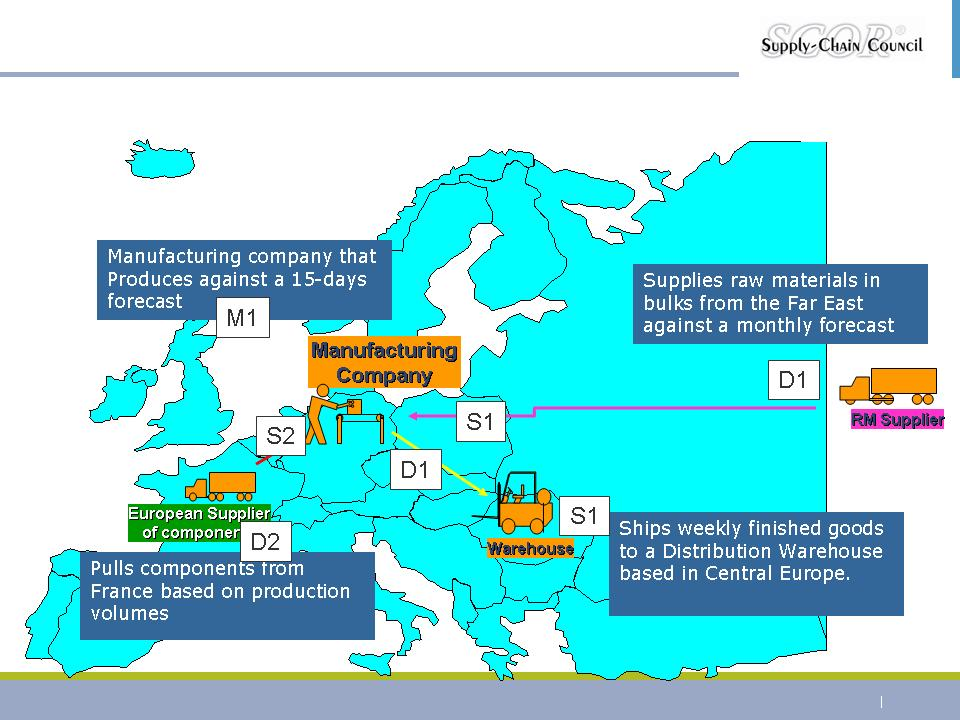
Hoàn thành ánh xạ của các quy trình chuỗi cung ứng với SCOR

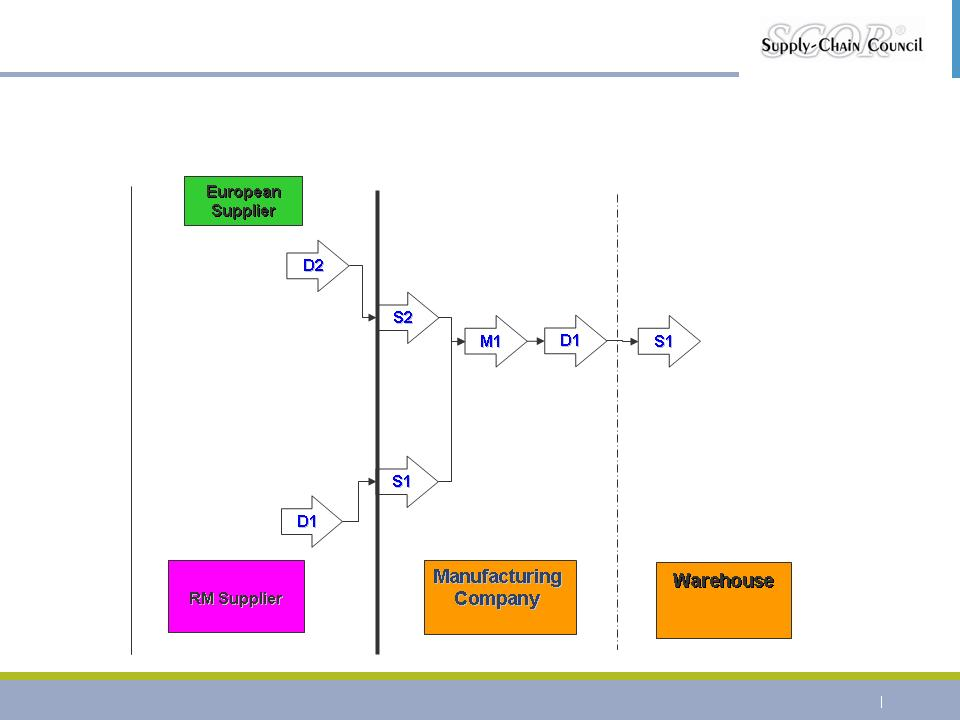
Sơ đồ luồng SCOR

Ví dụ là một chuỗi cung ứng đơn giản.
Bức tranh một mình không thể mô tả đầy đủ chiến lược sản xuất mà công ty sản xuất đã quyết định áp dụng. Không dễ để tìm ra làm thế nào vật liệu được cung cấp từ hai nhà cung cấp. Ví dụ, liệu nguyên liệu được phân phối theo dự báo hay nó được kéo dựa trên mức tiêu thụ thực sự?
Ngay cả trong sự đơn giản rõ ràng của nó, hình ảnh này không đại diện cho một tiêu chuẩn. Nếu không có một mô tả sâu rộng hơn, bức tranh không giúp giải thích những gì đang thực sự xảy ra trong chuỗi cung ứng này. Văn bản mô tả có thể được thêm vào hình ảnh để giúp giải thích toàn bộ quá trình. Để giữ cho ví dụ đơn giản và trực tiếp, nó chỉ tập trung vào các quy trình trung tâm: Nguồn, Tạo và Phân phối. Điều này phản ánh thực tiễn chung của các thành viên tập trung trước hết vào ba phạm vi quy trình này. Chỉ trong bước thứ hai, họ áp dụng Plan và Return để ánh xạ tất cả các quy trình chuỗi cung ứng của họ.
Mô tả của công ty sản xuất đọc công ty sản xuất của hãng Sản xuất chống lại dự báo 15 ngày. Từ khóa ở đây là dự báo của người Bỉ. Kịch bản SCOR giống với sản xuất dựa trên dự báo là gì? Câu trả lời là, M1 (Tạo bản dựng thành chứng khoán).
Làm thế nào để công ty cung cấp nguyên liệu từ Viễn Đông? Hộp này ghi các nguồn cung cấp nguyên liệu thô trong các khu vực từ Viễn Đông so với dự báo hàng tháng. Dự báo của Nhật Bản một lần nữa là từ khóa. Làm thế nào một quá trình cung cấp dựa trên một dự báo được trình bày? Quá trình này là nguồn Source. Hình ảnh từ hướng dẫn SCOR cho thấy quá trình S1 Sản phẩm Stocked Nguồn chính xác tương ứng với nhu cầu của ví dụ này.
Với nhà cung cấp của Pháp, công ty Kéo các thành phần từ Pháp dựa trên khối lượng sản xuất. Từ khóa ở đây là từ chối kéo, vì nó mô tả chiến lược "chỉ trong thời gian" được áp dụng với nhà cung cấp này. Cú pháp được SCOR sử dụng để thể hiện nguồn cung cấp chế độ kéo là gì? Các mô tả quy trình Nguồn trong SCOR 8.0 cung cấp một mô tả phù hợp với nhu cầu của ví dụ: S2 Hồi Nguồn Sản phẩm theo đơn đặt hàng.
Cuối cùng, chiến lược phân phối được lựa chọn bởi công ty sản xuất là hàng hóa thành phẩm hàng tuần của Ship Ship đến Kho phân phối có trụ sở tại Trung Âu. Mô tả cho thấy một lô hàng hàng tuần gần với chính sách dựa trên dự báo hơn là chính sách chỉ trong thời gian. Một lô hàng là một quá trình giao hàng, vì vậy chúng ta phải xem dưới cây Giao hàng tận nơi. Bằng cách duyệt các quy trình Cấp 2 trong mô hình, chúng ta phải tìm một cấu hình quy trình tương ứng với chính sách dựa trên dự báo. Chúng tôi thấy rằng trong D1 miễn phí phân phối sản phẩm Stocked.
Mô hình SCOR yêu cầu rằng bất cứ khi nào một đơn vị của chuỗi cung ứng, phải có một số đơn vị khác cung cấp. Tương tự, bất kỳ quy trình giao hàng nào cũng yêu cầu quy trình cung cấp tương ứng ở đầu kia của liên kết. Vì vậy, ánh xạ của các quy trình của chuỗi cung ứng được hoàn thành và có thể được mô tả như trong hình minh họa sau đây.
Bây giờ chúng tôi thấy rằng chúng tôi không cần thêm bất kỳ mô tả nào trong các hộp. Chỉ cần đọc cú pháp SCOR, chúng tôi ngay lập tức nắm bắt được các quy trình nổi bật xảy ra trong chuỗi này.
Cú pháp của mô hình cho phép các ngôn ngữ nói cùng một ngôn ngữ. Như một vấn đề thực tế, nếu chúng ta sử dụng biểu diễn chính thống giáo dục của một bản đồ SCOR, chúng ta sẽ xây dựng một sơ đồ luồng chủ đề giống như trong hình dưới đây. Điều này hoàn toàn tương ứng với bức tranh địa lý ban đầu, nhưng nó chứa nhiều thông tin được nhúng hơn (chúng ta có thể gọi nó là mô hình meta) theo cách có cấu trúc và thanh lịch hơn. Các mũi tên đại diện cho hướng của dòng chảy vật chất.